# 九条南
九条南（くじょうみなみ）は、大阪府大阪市西区の町名。現行行政地名は九条南一丁目から九条南四丁目。

## 地理
大阪市西区の西部に位置。北は九条、南は境川、西は安治川、東は千代崎にそれぞれ接する。

## 歴史
九条の南に位置することに由来する。江戸時代迄は九条島。太平洋戦争前迄は松嶋と言う地名が存在し松嶋遊廓があった地域。

## 世帯数と人口
2019年（平成31年）3月31日現在の世帯数と人口は以下の通りである。
| 丁目         | 世帯数    | 人口    |
| ------------ | --------- | ------- |
| 九条南一丁目 | 653世帯   | 1,028人 |
| 九条南二丁目 | 1,556世帯 | 2,788人 |
| 九条南三丁目 | 1,091世帯 | 1,956人 |
| 九条南四丁目 | 1,102世帯 | 2,332人 |
| 計           | 4,402世帯 | 8,104人 |

### 人口の変遷
国勢調査による人口の推移。
| 1995年（平成7年）  | 6,466人 | [ 5 ] |  |
| 2000年（平成12年） | 6,916人 | [ 6 ] |  |
| 2005年（平成17年） | 7,433人 | [ 7 ] |  |
| 2010年（平成22年） | 7,304人 | [ 8 ] |  |
| 2015年（平成27年） | 7,350人 | [ 9 ] |  |

### 世帯数の変遷
国勢調査による世帯数の推移。
| 1995年（平成7年）  | 2,589世帯 | [ 5 ] |  |
| 2000年（平成12年） | 2,995世帯 | [ 6 ] |  |
| 2005年（平成17年） | 3,462世帯 | [ 7 ] |  |
| 2010年（平成22年） | 3,347世帯 | [ 8 ] |  |
| 2015年（平成27年） | 3,472世帯 | [ 9 ] |  |

## 学区
市立小・中学校に通う場合、学区は以下の通りとなる。なお、小学校・中学校入学時に学校選択制度を導入しており、通学区域もしくは隣接する校区の小学校・中学校から選択することも可能。
| 丁目         | 番   | 小学校               | 中学校           |
| ------------ | ---- | -------------------- | ---------------- |
| 九条南一丁目 | 全域 | 大阪市立九条南小学校 | 大阪市立西中学校 |
| 九条南二丁目 | 全域 | 大阪市立九条南小学校 | 大阪市立西中学校 |
| 九条南三丁目 | 全域 | 大阪市立九条北小学校 | 大阪市立西中学校 |
| 九条南四丁目 | 全域 | 大阪市立九条北小学校 | 大阪市立西中学校 |

## 事業所
2016年（平成28年）現在の経済センサス調査による事業所数と従業員数は以下の通りである。
| 丁目         | 事業所数  | 従業員数 |
| ------------ | --------- | -------- |
| 九条南一丁目 | 82事業所  | 2,382人  |
| 九条南二丁目 | 175事業所 | 1,487人  |
| 九条南三丁目 | 139事業所 | 1,339人  |
| 九条南四丁目 | 148事業所 | 736人    |
| 計           | 544事業所 | 5,944人  |

## 施設

### 公共施設
- 大阪市立九条南小学校
- 多根総合病院

### 公園
- 大阪ドーム北公園
- 九条公園
- 九条南公園
- 九条北公園
- 九条中公園

### 社寺
- 梅翁寺
- 恵光寺

### 過去に存在した施設
- 大阪市電九条車庫

## 交通

### 鉄道
- 大阪市高速電気軌道 (Osaka Metro) ドーム前千代崎駅

### 道路
国道
- 国道172号（みなと通）

主要地方道
- 大阪府道173号大阪八尾線（大正通）
- 大阪市道築港深江線（中央大通）

## その他

### 日本郵便
- 〒550-0025[3]（集配局：大阪西郵便局[12]）